# Dakiskièma
Dakiskièma est une localité située dans le département de Boulsa de la province du Namentenga dans la région Centre-Nord au Burkina Faso. 

## Géographie
Constitué de centres d'habitation dispersés, le village de Dakiskièma est situé à environ 12 km au nord-est du centre de Boulsa, le chef-lieu du département et de la province. Le village est traversé par la route régionale 2 reliant Boulsa à Piéla dans la province voisine de la Gnagna.

## Éducation et santé
Le centre de soins le plus proche de Dakiskièma est le centre de médical avec antenne chirurgicale (CMA) de la province à Boulsa.
Le village possède une école primaire publique.